# Église Notre-Dame-de-Nanteuil de Montrichard
Pour les articles homonymes, voir Église Notre-Dame.
L'église Notre-Dame-de-Nanteuil est une église de culte catholique située dans la commune de Montrichard Val de Cher, dans le département de Loir-et-Cher, en France.

## Histoire

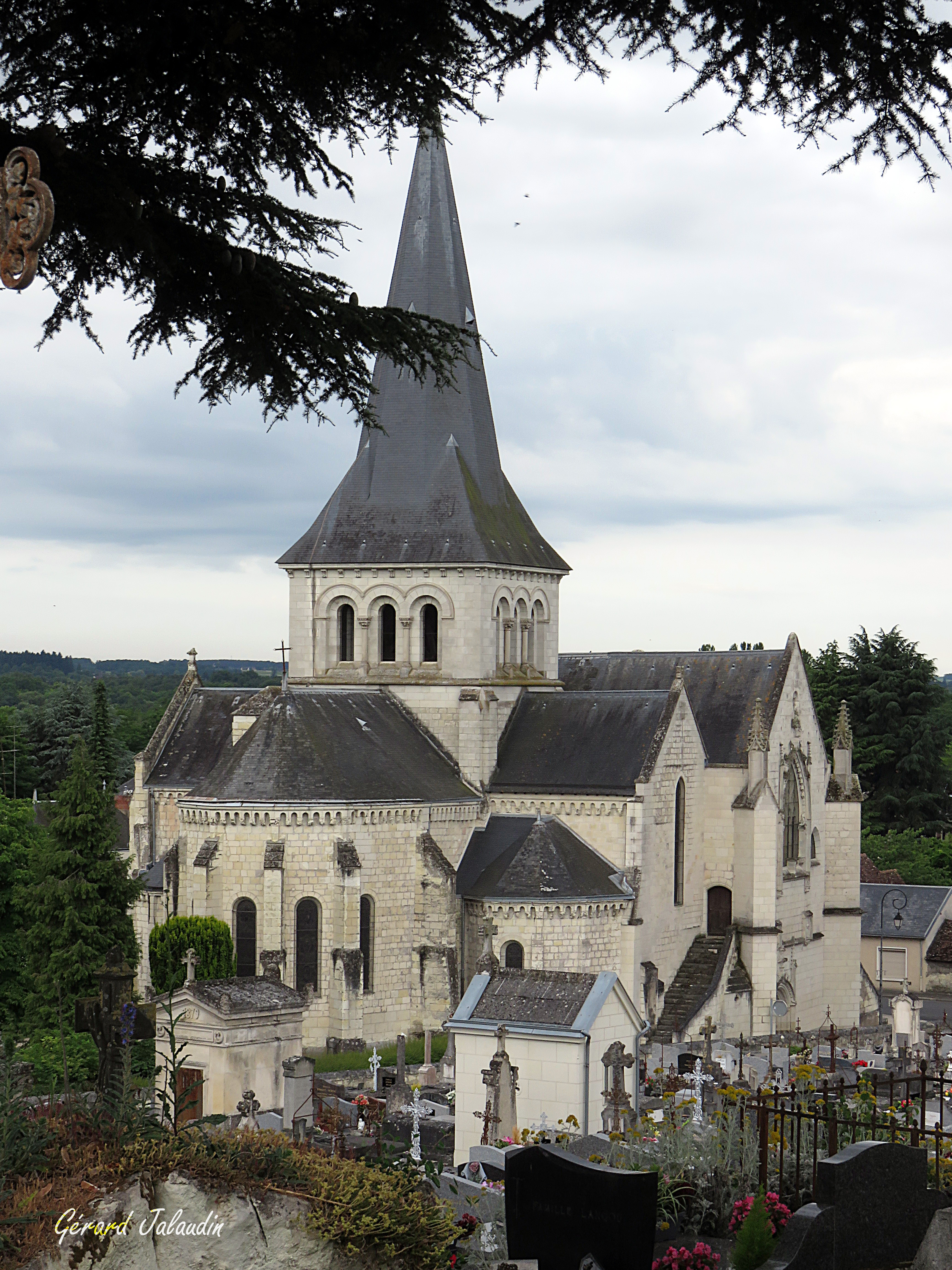
Église Notre-Dame-de-Nanteuil de Montrichard.

Datant du XIIe siècle, il s'agit d'un monument classé monument historique par la liste de 1846.